# Jan Nijboer
Jan Nijboer (* 1959) ist ein niederländischer Autor, Hundeerziehungsberater und Hundetrainer.
Nijboer war ursprünglich im sozial-pädagogischen Bereich im Umgang mit schwer erziehbaren Menschen tätig. Über seine Hundezucht und seine Tätigkeit im Niederländischen Kynologen-Verband Raad van Beheer kam er dazu, sich mit der Ausbildung von Servicehunden zu beschäftigen. Seit 1984 beschäftigt sich Jan Nijboer hauptberuflich mit der Hundeerziehung. Für die Stiftungen Soho (Soziale Honden) und SAM (Servicehonden voor Auditiv en/of Motorisch gehandicapten) bildete er Servicehunde aus und war Ausbilder für Hundeerziehungsberater und Servicehundetrainer.
Von 1992 bis 1996 war Nijboer als Gastdozent an der Universität Groningen (Niederlande) für die Studienrichtung Tiermanagement tätig.
Seit 1996 lebt Jan Nijboer in Deutschland und betreibt momentan in Niederwambach ein Hundezentrum. Neben Seminaren, in denen er seine Erziehungsphilosophie Natural Dogmanship vermittelt, veranstaltet er auch Seminare zur Kommunikation und artgerechten Beschäftigung von Hunden. Ferner bietet er eine allgemeine Fachausbildung zur Hundeerziehungsberaterin / Hundeerziehungsberater in Deutschland sowie in der Schweiz an. Auch Weiterbildungen zur Natural Dogmanship  Instruktorin / Instruktor werden dort angeboten.
Die von ihm entwickelte Erziehungsphilosophie basiert auf pädagogischen und entwicklungspsychologischen Prinzipien. Zudem formen Ethologie, Neurobiologie, environmental und behavioral Enrichment, Soziologie (die Rolle des Hundes in unserer Gesellschaft im Vergleich mit anderen Kulturen) und Kommunikation ineinandergreifend die Basis seiner Hundeerziehung. Das Ziel ist es, nicht den Hund an den Menschen anzupassen, sondern dem Menschen zu vermitteln, wie er den artspezifischen Bedürfnissen des Hundes gerecht werden kann. Dabei wird auf das Instinktverhalten des Hundes eingegangen. Es wird versucht, das Verhalten in gesellschaftlich akzeptable Formen zu lenken.
Kernelement ist, dass die Bezugsperson als Verantwortliche die Elternrolle dem Schützling Hund gegenüber einnehmen soll. Dies will Nijboer einerseits dadurch erreichen, dass der Mensch die Sicherheit des Hundes gewährleistet und anderseits seinem Hund (aus Hundesicht) lebenspraktische Fertigkeiten beibringt und so zum Vorbild für den Hund wird. Starkzwang lehnt Nijboer ab. Das soziale Lernen, lernen durch Vorbild und Anleitung auf Basis des Konstruktivismus sind seiner Philosophie zentral. Er setzt dabei auf die intrinsische Motivation des Hundes. Nijboer hält nichts von extrinsischer Motivation, wie sie in vielen Ausbildungsmethoden üblich ist.

## Werke
- Hunde erziehen mit Natural Dogmanship. Franckh-Kosmos, Stuttgart 2002, ISBN 3-440-09021-3.
- Hunde verstehen mit Jan Nijboer. Franckh-Kosmos, Stuttgart 2004, ISBN 978-3-440-09726-7.
- Hunde beschäftigen mit Jan Nijboer. Mit der Trendsportart Treibball. Franckh-Kosmos, Stuttgart 2006, ISBN 978-3-440-10668-6.
- Treibball für Hunde. Franckh-Kosmos, Stuttgart 2007, ISBN 978-3-440-10825-3.
- Vom Welpen zum Familienhund mit Natural Dogmanship. Franckh-Kosmos, Stuttgart 2009, ISBN 978-3-440-11234-2.